# Presbitérium (szentély)

Latin kereszt alaprajzú templom, a presbyterium jelölve

A presbitérium (latinul: presbyterium) a keresztény templomoknak az a része (szentély), ami az oltár és a papság számára van fenntartva. Már az ókeresztény bazilikákban jelen volt, a templomépület keleti részén alakították ki, középen a főpap széke állt, melyet félkörben vettek körül a többi pap székei. A legrégebbi templomokban alacsony falak választották el a templom többi részétől, a reneszánsz idején kis oszlopok és pilaszterek. Időnként megemelt, lépcsőn érhető el és korlát veszi körül.